# حركية كهربائية
الحركية الكهربائية أو الانتقالية الكهربائية هي نزعة الجسيمات الأولية المشحونة (كالالكترونات أو البروتونات) للانتقال بدلا من الاندماج في مدار ثابت (ضمن ذرة أو جزيء مثلا). يطلق على الأيونات وفقا لحركيتها في الحالة الغازية مطيافية حركية أيون، وفي الحالة السائلة تدعى هجرة كهربائية.

## نظرية
عند التأثير على جسيم مشحون في غاز أو صلب بواسطة مجال كهربائي منتظم، فسوف يتم تعجيله حتى يصل سرعة انجرافية ثابتة وفقا للعلاقة:
{\displaystyle \,v_{d}=\mu E}
حيث أن:
{\displaystyle \,v_{d}} سرعة الانسياق أو الانجراف m/s
{\displaystyle \,E} هي قيمة المجال الكهربائي المسلط V/m
{\displaystyle \,\mu } الحركية m2.V-1.s-1
بتعبير آخر، تعرف الانتقالية الكهربائية للجسيم على أنها نسبة سرعة الانجراف إلى قيمة المجال الكهربائي:
{\displaystyle \,\mu ={\frac {v_{d}}{E}}}
تتناسب الانتقالية الكهربائية طرديا مع صافي شحنة الجسيم. كان هذا هو أساس توضيح روبرت ميليكان بأن الشحنات الكهربائية تحدث في وحدات متقطعة، تكون قيمتها هي شحنة الإلكترون.
إن الحركية الكهربائية للجسيمات الكروية الأكثر بكثير من متوسط المسار الحر لجزيئات الوسط تتناسب عكسيا مع قطر الجسيمات. بالنسبة للجسيمات الكروية الأقل بكثير من منتوسط المسار الحر، تكون الحركية الكهربائية متناسبة عكسيا مع مربع قطر الجسيم.

## الحركية في الحالة الغازية
تعرف الانتقالية لأي نوع في الحالة الغازية، يصادف غالبا في فيزياء البلازما بأنها:
{\displaystyle \mu ={\frac {q}{m\,\nu _{m}}}}
حيث
{\displaystyle \,q} شحنة النوع،
{\displaystyle \,\nu _{m}} تردد تصادمات كمية الحركة، و
{\displaystyle \,m} الكتلة.
ترتبط الحركية بمعامل الانتشار للنوع {\displaystyle \,D} عبر معادلة دقيقة (متطلبة ثيرموديناميكيا) تعرف بعلاقة أينشتين:
{\displaystyle \mu ={\frac {q}{k\,T}}D}،
حيث
{\displaystyle \,k} ثابت بولتزمان،
{\displaystyle \,T} درجة حرارة الغاز، و
{\displaystyle \,D} كمية مقاسة يمكن تقديرها. إذا تم تعريف متوسط المسار الحر بدلالة نقل الزخم، فيمكن حينئذ الحصول على:
{\displaystyle D={\frac {\pi }{8}}\lambda ^{2}\nu _{m}}.
من الصعب حساب كلا من متوسط المسار الحر لنقل الزخم وتردد تصادم نقل الزخم. العديد من المسارات الحرة الأخرى يمكن تعريفها. في حالة الغاز، تعرف {\displaystyle \,\lambda } غالبا بأنها متوسط المسار الحر الانتشاري، بافتراض أن علاقة تقريبية بسيطة تكون دقيقة:
{\displaystyle D={\frac {1}{2}}\lambda \,v},
عندما تكون {\displaystyle \,v} هي سرعة جذر متوسط المربع لجزيئات الغاز:
{\displaystyle v={\sqrt {{3\,k\,T} \over {m}}}}
حيث
{\displaystyle \,m} كتلة النوع المنتشر. تصبح المعادلة التقريبية دقيقة إذا ما استعملت لتعريف متوسط المسار الحر الانتشاري.

## تطبيقات
تعتبر الانتقالية الكهربائية الأساس في الترسيب الكهربائي المستعمل في إزالة المواد العالقة من الغازات المنبوذة (عوادم الغازات) في المنشآت الصناعية.
يتم ذلك بإعطاء الجسيمات (المواد العالقة) شحنة بواسطة تعريضها لأيونات من تفريغ كهربائي في وجود مجال كهربائي. تكتسب هذه الجسيمات حركية كهربائية وتنقاد بواسطة المجال نحو قطب كهربائي مجمع. يطلق على السابق «أجهزة تحليل انتقالية تفاضلية». يتم تعيين الانتقالية المختارة عادة بقطر جسيم مفرد مشحون، وعليه يصبح «قطر الانتقالية الكهربائية» خاصية الجسيم، بغض النظر عن كونه كروي الشكل فعلا.